# Indicador (química)
Indicador em química analítica, é uma substância, que acrescentada em uma reação química indica o andamento e a finalização desta reação, pela alteração de sua cor no meio reagente, sendo úteis em volumetrias.
Normalmente, são corantes que com modificação do meio ou de alterações de suas estruturas moleculares, tem sua coloração em solução alterada.
De acordo com o tipo de reações químicas a que se prestam, e aos parâmetros que apontam alteração, são classificados em:
- Indicador de pH - Quando são substâncias que indicam a alteração de pH, a alteração de reações ácido-base.
- Indicador redox - Quando é um indicador que passa por uma definida mudança de cor a um potencial de eletrodo definido.
- Indicador complexométrico - Quando é um corante ionocrômico que passa a uma cor definida em presença de íons metálicos específicos.
- Potencial zeta - Quando associado aos potencial zeta, que descreve a intensidade do campo elétrico estático da camada dupla no limite entre um grão e o fluido onde se encontra (plano de corte), sendo esta uma propriedade de interfaces em fluidos para a volumetria ou titrimetria de potencial zeta.[1]